# 紹夫科瓦普羅托卡
48°18′15″N 39°15′19″E / 48.30417°N 39.25528°E
紹夫科瓦普羅托卡（烏克蘭語：Шовкова Протока）是位於烏克蘭東部的村莊，由盧甘斯克州卢甘斯克区的盧圖希內市鎮負責管轄。該村始建於1680年，面積0.23平方公里，海拔高度177米，2001年人口361，人口密度每平方公里1,556人。